# Il ratto delle zitelle
Il ratto delle zitelle (The Lemon Drop Kid) è un film del 1951 diretto da Sidney Lanfield e interpretato da Bob Hope.

## Trama
Quando l'imbroglione Sidney Milburn fa perdere accidentalmente al gangster Moose Morgan una cospicua somma di denaro consigliandogli un cavallo perdente, viene costretto a rimediare diecimila dollari per ripagarlo. Approfitta del fatto che è Natale, periodo in cui la gente è particolarmente generosa, e finge così che i soldi che intende raccogliere siano per una giusta causa. Seguono imprevisti e disavventure, ma, dopo alcune sequenze rocambolesche, le cose si sistemeranno al meglio.